# 月亭生瀬
月亭 生瀬（つきてい いくせ、生没年不詳）は、19世紀中期に活躍した落語家・戯作者（現在の落語作家）。
本名は不詳。初代桂文治門人で、桂幾勢、生世など（亭号も桂亭など）を名乗り桂文来、桂文東、桂文蝶、桂文吾らとならぶ高弟であった。また同じ一門の桂力造は兄弟だったともいわれる。後、師のもとを去り文化・文政時代には現役を引退して文筆業に専念する。師のための創作を行ったり、「大寄噺の尻馬」・「風流俄選」などの噺本、俄芝居の台本、歌舞伎狂言の脚本や替え歌の作者など旺盛な活動を行い、幕末期の大坂において戯作者として第一級の活躍をした。晩年は上方落語界の長老として上方5代目桂文治の名跡を預かるなど重きをなした。
亭号の月亭は明治以降、2代目文枝襲名に敗れた桂文都が桂派に対抗するために2代目月亭文都と名乗って継承していくことになり、現在にも伝わっている。
なお「生瀬」の名跡は明治に入り数人名乗ったことが確認出来る。2011年6月には、小佐田定雄、桂九雀、笑福亭三喬らによって、生瀬作の「七福神」「おろち山」「念仏小僧」などの創作が復活口演されている。